# 营上镇
营上镇，是中华人民共和国云南省曲靖市富源县下辖的一个镇。

## 行政区划
营上镇下辖以下地区：
民家社区、营上村、大粟村、都格村、迤茂村、海戛村、得戛村、迤启村、速助村、哈播村、宽塘村、海丹村、岩头村、大坪村、茂河村和那当村。